# Jacques Dumas
Jacques Dumas (7 november 1908 - 21 juli 1994) was een Franse uitgever en stripauteur die tekende onder het pseudoniem Marijac.

## Tekenaar
Jacques Dumas werkte eerst in een fabriek voor hij in 1934 zijn debuut maakte als stripauteur. Tot 1944 werkte hij voor het tijdschrift Coeurs-Vaillants met strip als Césarin Pitchounet (1934), Jim Boum, Capitaine Pat Folle en Jules Barigoule (1936). Hij werkte in die periode ook voor andere bladen (Pierrot, met strips als Rouletabosse reporter (1934) en Costo chien policier (1935), Bon Point met de strip Jim Clopin-Clopan (1937) en Francis met Jim roi des cowboys). Er werden voor de Tweede Wereldoorlog ook al albums uitgegeven bij uitgeverij Gordinne. Tijdens de oorlog blijft Marijac actief met strips als Barigoule detective, Patos en Les Robinsons de l'abîme.

## Uitgever
Marijac was actief in het verzet in Auvergne en gaf er achtereenvolgens het blad Le corbeau déchaîné en Coq hardi (1944) uit. Dat laatste blad bleef bestaan na de oorlog en kende succes bij de jeugd, en Marijac legde zich toe op het uitgeven. Ook schreef hij nu scenario's voor andere tekenaars zoals Étienne Le Rallic (Poncho Libertas), Raymond Cazanave (Capitaine Fantôme), Raymond Poïvet (Colonel X), Kline (Roland prince des bois) en Dut (Sitting bull). In 1953 stichtte Marijac een ander tijdschrift Mireille. Hiervoor werkte hij samen met tekenaars als Le Guen, Jean-Claude Forest en Duc. Volgden nog het tijdschrift Nano et Nanette waar hij samenwerkte met tekenaars als Noël Gloessener en Jean Trubert, en het tijdschrift Frimousse. Andere uitgaven waren Baby journal, Princesse, Frimoussette, Far West, Pierrot, Paris-Centre Auvergne, Ouest Magazine en ten slotte Allez France (1968-1969).

## Betekenis
Marijac was een van de bepalende figuren in de geschiedenis van de Franse strip. Zijn werk werd bekroond met de Grote Prijs van het Internationaal Stripfestival van Angoulême in 1979.
- Bibliothèque nationale de France: cb11914578b (data)
- Gemeinsame Normdatei: 1089431880
- International Standard Name Identifier: 0000 0000 0001 2475
- Library of Congress Control Number: no2017115939
- Virtual International Authority File: 34460036
- WorldCat: E39PBJycRJb3G47C4Y7mXWM9Dq

1. ↑  https://deces.matchid.io/search?advanced=true&ln=Dumas&fn=Jacques&dc=Lyons&bc=Paris; Fichier des personnes décédées.
2. ↑  https://deces.matchid.io/search?advanced=true&ln=Dumas&fn=Jacques&dc=Lyons&bc=Paris.